# Andruschi

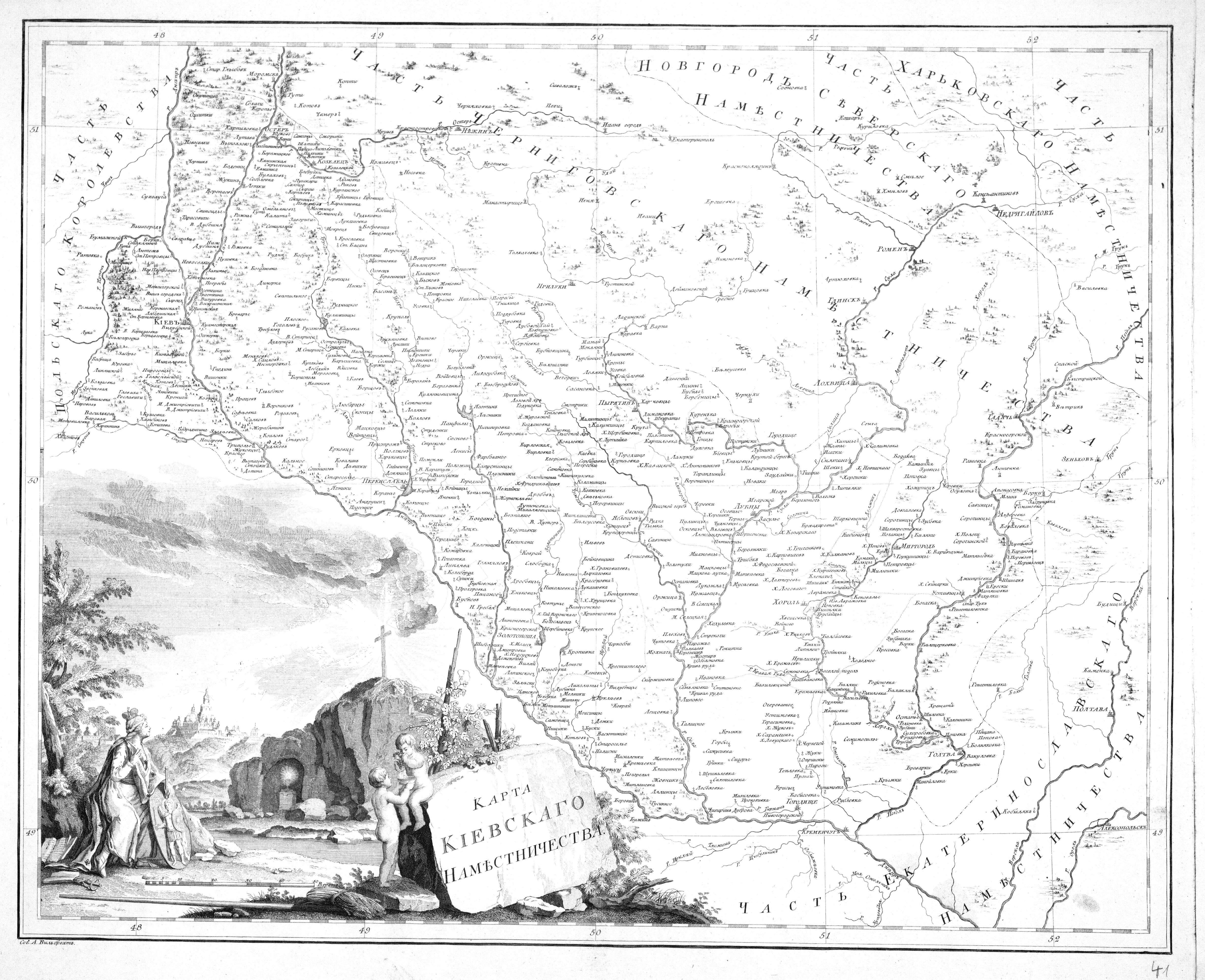
Karte des russischen Gouvernements Kiew von 1792 mit Andruschi

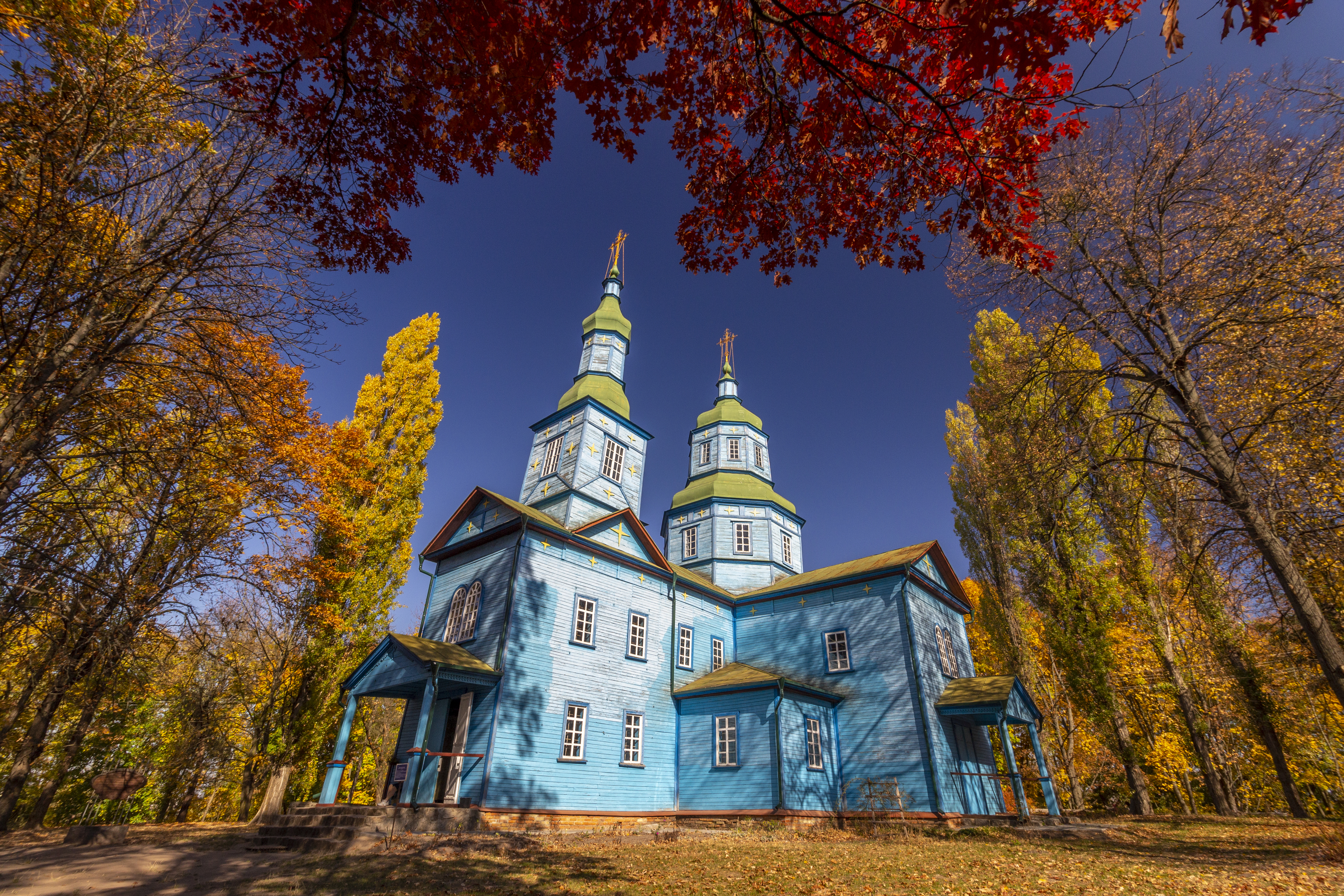
Sankt-Georg-Kirche 2019 im Museum für Volksarchitektur und Leben des Mittleren Dnepr

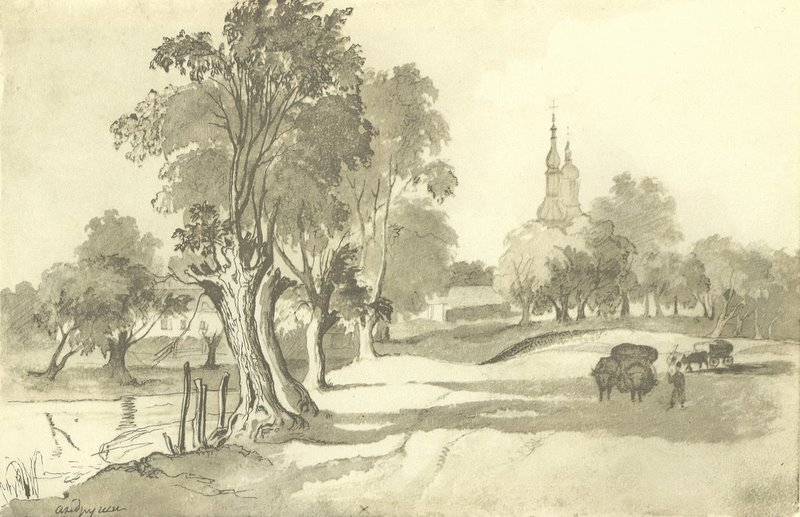
Sankt-Georg-Kirche; Taras Schewtschenko, 1845

Andruschi (ukrainisch Андруші; russisch Андруши) ist ein ehemaliges Dorf im Rajon Perejaslaw-Chmelnyzkyj der ukrainischen Oblast Kiew.
Die erstmals in Chroniken 1096 erwähnte Ortschaft lag südlich von Perejaslaw an der Mündung des Trubisch in den Dnepr. Im November 1972 wurde das Dorf zum Ortsteil der Stadt Perejaslaw und kurze Zeit später wurde das Dorf im Zuge der Errichtung des Kaniwer Stausees geflutet. Heute liegt es auf dem Grund des Sees.

## Sankt-Georg-Kirche
Die bei seinem Aufenthalt in Andruschi zwischen August und Oktober 1845 von Taras Schewtschenko gezeichnete Sankt-Georg-Holzkirche wurde 1768 von örtlichen Handwerkern errichtet, 1858 renoviert und erweitert und in den Jahren 1968–1970 abgebaut und in das Museum der Volksarchitektur und Lebensweise am mittleren Dnepr in Perejaslaw verlegt.